# Kjetil
Kjetil ist ein norwegischer männlicher Vorname, der auch in der Schreibweise Ketil vorkommt.

## Herkunft und Bedeutung
Kjetil ist eine norwegische Form des schwedischen Vornamens Kettil, der seinerseits von dem altnordischen Namen Ketill mit der ursprünglichen Bedeutung „(Opfer-)Kessel“, später auch „Helm“ abgeleitet war.

## Namensträger

### Form Kjetil
- Kjetil André Aamodt (* 1971), norwegischer Skirennläufer
- Kjetil Bang-Hansen (* 1940), norwegischer Schauspieler, Tänzer, Bühnenproduzent und Theaterregisseur
- Kjetil Bjerkestrand (* 1955), norwegischer Organist, Pianist und Filmmusikkomponist
- Kjetil Borch (* 1990), norwegischer Ruderer
- Kjetil Greve (* 1976), norwegischer Schlagzeuger
- Kjetil-Vidar Haraldstad (Frost; * 1973), norwegischer Schlagzeuger
- Kjetil Ingvaldsen (* 1974), norwegischer Radrennfahrer
- Kjetil Jansrud (* 1985), norwegischer Skirennläufer
- Kjetil Lie (* 1980), norwegischer Schachspieler
- Kjetil Mårdalen (1925–1996), norwegischer Nordischer Kombinierer
- Kjetil Mørland (* 1980), norwegischer Sänger
- Kjetil Møster (* 1976), norwegischer Jazzmusiker
- Kjetil Pedersen (* 1973), norwegischer Fußballspieler und -trainer
- Kjetil Rekdal (* 1968), norwegischer Fußballspieler und -trainer
- Kjetil Saunes (* 1962), norwegischer Bassist
- Kjetil Strand (* 1979), norwegischer Handballspieler

### Form Ketil
- Ketil Askildt (1900–1978), norwegischer Diskuswerfer und Kugelstoßer
- Ketil Bjørnstad (* 1952), norwegischer Schriftsteller, Lyriker, Komponist und Pianist
- Ketil Haugsand (* 1947), norwegischer Cembalist, Dirigent und Professor
- Ketil Kjenseth (* 1968), norwegischer Politiker
- Ketil Motzfeldt (1814–1889), norwegischer Marineoffizier und Politiker
- Ketil Solvik-Olsen (* 1972), norwegischer Politiker
- Ketil Stokkan (* 1956), norwegischer Sänger